# Sevens Grand Prix Series Femenino 2019
El Sevens Grand Prix Series Femenino de 2019 fue la decimoséptima temporada del circuito de selecciones nacionales femeninas europeas de rugby 7.
El campeón y subcampeón del torneo clasificaron al Challenger Series 2020 a disputarse en la ciudad  de Stellenbosch en Sudáfrica.

## Calendario
| Torneo                            | Ciudad     | Fecha          | Campeón |
| --------------------------------- | ---------- | -------------- | ------- |
| Seven Femenino de Marcoussis 2019 | Marcoussis | 22-23 de junio | Francia |
| Seven Femenino de Járkov 2019     | Járkov     | 20-21 de julio | Rusia   |

## Tabla de posiciones
| Pos | País         | FRA | UKR | Puntos |
| --- | ------------ | --- | --- | ------ |
| 1   | Rusia        | 18  | 20  | 38     |
| 2   | Francia      | 20  | 18  | 38     |
| 3   | Irlanda      | 14  | 14  | 28     |
| 4   | Polonia      | 14  | 14  | 29     |
| 5   | Escocia      | 10  | 12  | 22     |
| 6   | España       | 16  | 4   | 20     |
| 7   | Bélgica      | 14  | 14  | 29     |
| 8   | Inglaterra   | 12  | 2   | 14     |
| 9   | Italia       | 4   | 6   | 10     |
| 10  | Países Bajos | 2   | 8   | 10     |
| 11  | Gales        | 3   | 3   | 6      |
| 12  | Ucrania      | 1   | 1   | 2      |

|  | Clasificados al Challenger Series 2020 |
|  | Descenso al Trofeo 2020                |

| Bandera de Rusia |
| Campeón Rusia    |
| 6º título        |